# Seat Malaga

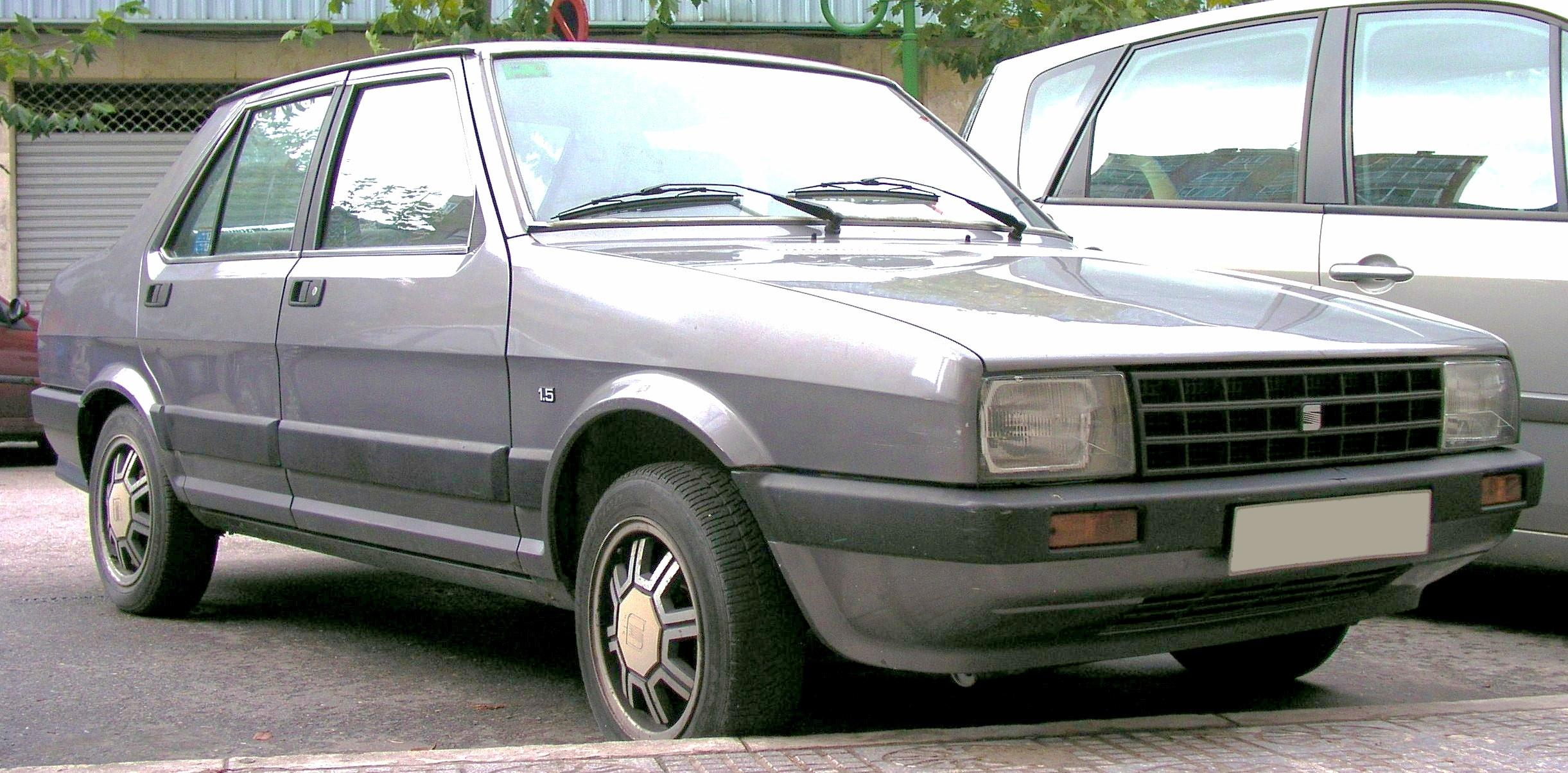
SEAT Malaga.

SEAT Malaga var en sedan producerad av den spanska biltillverkaren Seat 1985-1992. Modellen lanserades som en sedanversion av den utgående modellen Seat Ronda, som var baserad på Fiat Ritmo. Marbella delade också teknik med Seat Ibiza och liknade också Fiat Regata, Fiats egen sedanversion av Ritmo.
Malaga ersattes av SEAT Cordoba, sedanversionen av andra generationens Seat Ibiza.